# Equipaggiamento protettivo individuale per motociclisti
Per i motociclisti esistono specifici dispositivi di protezione individuale, che hanno parzialmente ispirato anche quelli utilizzati nel ciclismo. Queste protezioni, oltre a coprire diverse parti del corpo, possono essere obbligatorie in vari Stati o contesti, come nelle competizioni.

## Storia
La ricerca sui dispositivi di protezione è stata agevolata dalle competizioni agonistiche, dove per esempio la protezione per la schiena (paraschiena) è comparsa nel 1978 e nel 1994 è comparso anche in altre discipline come gli sci, le saponette, pur non essendo un dispositivo di protezione permette di migliorare la sicurezza di guida migliorando il controllo dl mezzo e sono state introdotte nel 1981.

## DPI
I dispositivi di protezioni comprendono:
- casco, il dispositivo che più caratterizza il motociclista e disponibile in moltissime varianti.
- Tuta da moto, componente per la protezione completa del corpo (ad eccezione delle estremità degli arti) del motociclista e generalmente utilizzata per le competizioni su asfalto.
- Pettorina, elemento rigido utilizzato principalmente in ambiente fuoristrada e simile alle armature che protegge la parte superiore del corpo.
- Giacca o Giubbotto, elemento che protegge la parte superiore del corpo, uno dei primi esempi in tal senso pensato per uso motociclistico fu il Chiodo.
- Pantaloni, elemento che protegge la parte inferiore del corpo.
- Guanti da motociclista, protegge le mani e può evitare l'infiltrazione dell'aria nel giubbotto, essi sono disponibili in moltissime varianti.
- Stivali, proteggono il piede e nelle versioni complete anche caviglia e stinchi, sono presenti in molte varianti.
- Inserti removibili, i vari capi oltre a poter essere muniti di vari inserti protettivi, possono alloggiare degli inserti removibili o questi possono essere indossati da una speciale rete che li tiene posizionati al di sotto degli altri indumenti protettivi oppure ancorarsi singolarmente rimanendo sopra o sotto gli indumenti.
  - Paraschiena, elemento atto a proteggere la colonna vertebrale, che può essere più o meno esteso
  - Paracollo o collarino o supporto collo o Sistema HANS, elemento che s'interpone tra casco e spalle, evita l'eccessiva rotazione del capo e lo schiacciamento del collo
  - Fascia lombare, atto a proteggere i fianchi e previene la lombalgia
  - Ginocchiere, elemento protettivo dell'articolazione coscia-gamba
- Airbag, posto al di sotto della tuta/giacca o ad essa integrata

## Omologazioni e certificazioni
Le omologazioni possono essere differenti da nazione a nazione, in Europa per l'abbigliamento esistono le seguenti norme:
- EN 13595-1:2004 (requisiti generali), EN 13595-2:2004 (resistenza abrasione), EN 13595-3:2004 (resistenza esplosione), EN 13595-4:2004 (resistenza al taglio), Riguarda tute intere, tute divisibili, giacche e pantaloni, inoltre a seconda della protezione offerta si suddivide in
  - Livello 1 (zona 1 e 2), resistere per almeno 4 secondi con caduta inferiore a 50 km/h, esplodere oltre i 700 kPa e perforarsi per non oltre i 25 mm
  - Livello 2 (zona 1 e 2), resistere per almeno 7 secondi con caduta oltre i 50 km/h, esplodere oltre i 800 kPa e perforarsi per non oltre i 15 mm
  - Livello 1 (zona 3), resistere per almeno 1,8 secondi con caduta inferiore a 50 km/h, esplodere oltre i 500 kPa e perforarsi per non oltre i 30 mm
  - Livello 2 (zona 3), resistere per almeno 2,5 secondi con caduta oltre i 50 km/h, esplodere oltre i 600 kPa e perforarsi per non oltre i 25 mm
  - Livello 1 (zona 4), resistere per almeno 1 secondi con caduta inferiore a 50 km/h, esplodere oltre i 400 kPa e perforarsi per non oltre i 35 mm
  - Livello 2 (zona 4), resistere per almeno 1,5 secondi con caduta oltre i 50 km/h, esplodere oltre i 450 kPa e perforarsi per non oltre i 30 mm
- EN 1621-1:2013, norma le capacità di assorbimento urti delle protezioni che equipaggiano gli indumenti, quali gomiti, spalle, anche e ginocchia, suddivisi in: "S" spalle, "E" gomiti, "K" ginocchia, "L" tibia, "K+L" ginocchia-tibia e "H" fianchi, inoltre sono suddivisi in due livelli
  - Livello 1: forza media residua rilasciata inferire a 35 kN
  - Livello 2: forza media residua rilasciata inferire a 20 kN
- EN 1621-2, definisce la protezione dei paraschiena i quali sono classificati per zona di protezione, quali "FB" full Back Protector (protezione per schiena e scapole), "CB" Central Back Protector (il classico paraschiena centrale) e "LB" Lower Back Protector (fascia lombare)[2], inoltre sono previsti due livelli di protezione
  - Livello 1, durante il test la protezione deve assorbire l'impatto e trasmettere una forza residua minore, forza residua media massima 18kN, forza massima per singolo impatto 24 kN
  - Livello 2, forza residua media massima 9kN, forza massima per singolo impatto 12 kN
- EN 1621-3, regole di protezione per le pettorine da pietre e detriti scagliati dagli altri mezzi, da urti e caduta, dove tramite 50 J dell'impatto il valore medio di forza residua rilasciata, deve essere massimo di 35 kN, con una media di 20 kN, viene inoltre suddiviso in due livelli:
  - Livello 1: la forza distribuita superiore al 15%
  - Livello 2: la forza distribuita superiore al 30%
- EN 1621-4, regole per gli air-bag, che devono avere un tempo di attivazione inferiore o pari a 200 ms, inoltre si suddividono in due livelli:
  - Livello 1: Energia media residua trasmessa inferiore a 4.5 kN, con energia di picco residua trasmessa inferiore a 6 kN
  - Livello 2: Energia media residua trasmessa inferiore a 2.5 kN, con energia di picco residua trasmessa inferiore a 3 kN
- EN 13594, normativa sui guanti, con vincoli di lunghezza e abrasione.
  - Livello 1, resiste per oltre 1,5 secondi all'abrasione e il polsino eccede la linea del polso di 15 mm.
  - Livello 2, resiste per oltre 5 secondi all'abrasione e il polsino eccede la linea del polso di 50 mm.
- EN 13634:2010, regole definite per gli stivali ed obbligatoria per tutti i capi da motociclo, quindi deve essere omologata CE, sono previsti due livelli.
  - Livello 1, dove il capo deve resistere almeno 5 secondi all'abrasione prima di aprirsi
  - Livello 2, dove il capo deve resistere almeno 12 secondi all'abrasione prima di aprirsi
- Alta visibilità, regole per i capi ad alta visibilità (catarifrangente)
  - EN ISO 20471:2013, per capi professionali
  - EN 1150:1999, per uso non professionale

Un capo omologato è certificato CE e riporta le norme di omologazione, se un capo presenta più componenti che devono seguire normative differenti, deve riportare tutte le normative e attualmente non tutti i capi per motociclisti devono essere obbligatori.

## Materiali
I capi di protezioni possono essere realizzati in vari materiali, quali pelle o tessuti artificiali specializzati come Cordura o Kevlar, con elementi rigidi fibra di carbonio o titanio, oppure rinforzi di plastica.

## Obblighi
In ogni nazione, esistono leggi differenti che obbligano in modo più o meno esteso l'uso di protezioni, così come il livello minimo di protezione o normativa a cui esso deve attenersi.
L'obbligo del casco è l'imposizione più sentita ed estesa, mentre per gli altri capi è in genere delegata a determinate situazioni, come nelle competizioni. In Francia, a partire dal 20 novembre del 2016, è obbligatorio utilizzare guanti omologati anche per uso stradale.